# Između ljubavi i mržnje (telenovela)
Između ljubavi i mržnje (španjolski: Entre el Amor y el Odio) meksička je telenovela iz 2001. – 2002., u Hrvatskoj prikazivana na Novoj TV 2004. godine.
Telenovela je prvi put prikazana na meksičkoj televiziji Canal de las Estrellas, iza serije El manantial.
Producenti serije su Nathalie Lartilleux i Salvador Mejía Alejandre, a redatelji Miguel Córcega i Edgar Ramirez. Glumci Susana González i César Évora tumačili su protagoniste, a Sabine Moussier i Alberto Estrella antagoniste.
Telenovela se temelji na radionoveli Hilde Morales zvanoj Cadena de Odio.
U uvodnoj špici serije može se čuti pjesma Ángela Lópeza, također zvana Između ljubavi i mržnje.

## Lokacije snimanja
Telenovela ima 124 epizode te je snimana u Guanajuatu i studiju Televisa San Ángel. Vila obitelji Villarreal može se vidjeti i u telenoveli Odavde do vječnosti.

## Važniji likovi i glumačka postava
- Susana González — Ana Cristina Robles
- César Évora — Octavio Villarreal
- Sabine Moussier — Frida de Villarreal †
- Alberto Estrella — Marcial Andrade †
- Marga López — Doña Josefa Villarreal
- María Sorté — María Magdalena Ortiz
- Maritza Olivares — Cayetana †
- Enrique Lizalde — Rogelio Valencia
- Luis Roberto Guzmán — Gabriel Moreno Ortiz †

| Susana González | Sabine Moussier |

## U popularnoj kulturi
Entre el amor y Elodio je kratka parodija ove telenovele u kojoj se pojavio i redatelj Eugenio Derbez.
U argentinskoj seriji Los Simuladores, moguće je vidjeti isječke iz serije Između ljubavi i mržnje.